# جورج ر. ميتكالف
جورج ر. ميتكالف (بالإنجليزية: George R. Metcalf)‏ هو سياسي أمريكي، ولد في 5 فبراير 1914، وتوفي في 30 مايو 2002. حزبياً، نشط في الحزب الجمهوري. وقد انتخب عضو مجلس ولاية نيويورك.